# Episodi di Star Trek: Lower Decks (prima stagione)

L'astronave della Flotta Stellare USS Cerritos nei titoli di testa della prima stagione della serie

La prima stagione della serie animata Star Trek: Lower Decks è stata trasmessa dalla CBS All Access tra agosto e ottobre 2020.
In Italia è disponibile su Amazon Prime Video dal 22 gennaio 2021.
| nº | Titolo originale       | Titolo italiano              | Pubblicazione USA | Pubblicazione Italia |
| -- | ---------------------- | ---------------------------- | ----------------- | -------------------- |
| 1  | Second Contact         | Secondo contatto             | 5 agosto 2020     | 22 gennaio 2021      |
| 2  | Envoys                 | Delegati                     | 13 agosto 2020    | 22 gennaio 2021      |
| 3  | Temporal Edict         | Decreto temporale            | 20 agosto 2020    | 22 gennaio 2021      |
| 4  | Moist Vessel           | Nave umida                   | 27 agosto 2020    | 22 gennaio 2021      |
| 5  | Cupid's Errant Arrow   | La freccia errante di Cupido | 3 settembre 2020  | 22 gennaio 2021      |
| 6  | Terminal Provocations  | Provocazioni terminali       | 10 settembre 2020 | 22 gennaio 2021      |
| 7  | Much Ado About Boimler | Molto rumore per Boimler     | 17 settembre 2020 | 22 gennaio 2021      |
| 8  | Veritas                | Veritas                      | 24 settembre 2020 | 22 gennaio 2021      |
| 9  | Crisis Point           | Punto critico                | 1º ottobre 2020   | 22 gennaio 2021      |
| 10 | No Small Parts         | Nessuna piccola parte        | 8 ottobre 2020    | 22 gennaio 2021      |

## Secondo contatto
- Titolo originale: Second Contact
- Diretto da: Juno John Lee, Barry J. Kelly
- Scritto da: Mike McMahan, John Cochran

### Trama
La guardiamarina D'Vana Tendi arriva a bordo della USS Cerritos e viene accompagna in un giro dell'astronave dai colleghi parigrado Brad Boimler e Beckett Mariner. Il capitano Carol Freeman chiede a Boimler di segnalarle ogni infrazione del protocollo da parte della collega Mariner. Durante una missione di "secondo contatto", Boimler scopre che Mariner sta procurando dell'equipaggiamento ai contadini locali: i due vengono attaccati da un animale della fattoria che distrugge l'uniforme di Boimler e lo ricopre di muco. Nel frattempo il comandante Jack Ranson viene infettato da un virus alieno sulla superficie del pianeta e lo trasporta inavvertitamente a bordo della Cerritos, infettando rapidamente tutto l'equipaggio dell'astronave. Il guardiamarina Sam Rutherford ha un appuntamento con la guardiamarina Barnes. I due si trovano però a combattere contro i membri dell'equipaggio infettati dal virus alieno e Rutherford perde interesse nei confronti di Barnes quando scopre che lei non è interessata ai meccanismi della Cerritos. La dottoressa T'Ana usa il muco che ricopre Boimler per sintetizzare un antidoto, ricevendo un encomio da parte del capitano Freeman. Boimler sceglie di non segnalare le infrazioni di protocollo di Mariner, con disappunto da parte di Freeman, che in realtà è la madre di Mariner e stava cercando un pretesto per allontanarla dall'astronave. Mariner ringrazia Boimler e decide di aiutarlo per ottenere il grado di capitano.
- Altri interpreti: Phil LaMarr (Ammiraglio Freeman)

## Delegati
- Titolo originale: Envoys
- Diretto da: Juno John Lee, Kim Arndt
- Scritto da: Mike McMahan, Chris Kula

### Trama
Boimler viene assegnato a una missione che prevede il trasporto del generale klingon K'orin all'ambasciata della Federazione sul pianeta Tulgana IV. Anche Mariner viene assegnata alla stessa missione, rivelando che è una vecchia amica del generale K'orin. I due bevono assieme abbandonandosi ai ricordi mentre Boimler li trasporta sul pianeta con una navetta. Dopo l'atterraggio K'orin, completamente ubriaco, ruba la navetta e sparisce. Mentre sono alla ricerca di K'orin, Boimler si rende conto di quanto sia impreparato per il lavoro sul campo rispetto a Mariner e paventa di abbandonare la Flotta Stellare. Quimp, un Ferengi, si offre di aiutarli: Mariner decide di fidarsi di lui ma Boimler sospetta invece stia tramando qualcosa, il che si rivela corretto quando Quimp minaccia entrambi con un coltello. Boimler spaventa il Ferengi che scappa via; i due trovano K'orin e lo lasciano all'ambasciata prima di far ritorno alla Cerritos. Boimler canzona Mariner riguardo alla storia del Ferengi, ignaro che si tratta in realtà di una messinscena orchestrata da quest'ultima per restituire fiducia in sé stesso all'amico. Nel frattempo Rutherford si trasferisce dall'ingegneria ad altre divisioni, sperando di avere così più tempo da trascorrere con Tendi. Ma alla fine decide che l'ingegneria è il posto dove lui vuole lavorare e Tendi decide di trascorrere più tempo con lui mentre lavora.
- Altri interpreti: Jess Harnell (K'orin), Tom Kenny (Quimp)

## Decreto temporale
- Titolo originale: Temporal Edict
- Diretto da: Juno John Lee, Bob Suarez
- Scritto da: Mike McMahan, David Ihlenfeld

### Trama
La Cerritos è in rotta per Cardassia Primo, dove si dovrebbero tenere dei negoziati di pace, quando questi vengono spostati su Vulcano e la Cerritos viene riassegnata a consegnare "regali diplomatici". Questo fa arrabbiare il capitano Freeman, che pensa che la Cerritos non sia rispettata dalla flotta stellare. Beckett Mariner insegna a Tendi la tradizione del "tempo di ricarica", che consiste nel prendersi del tempo per rilassarsi tra un compito e l'altro. Boimler rivela accidentalmente al capitano Freeman questa tradizione; per tal motivo, il capitano istituisce delle scadenze per tutti i compiti che vengono controllati dal computer. La nave precipita nel caos mentre l'equipaggio tenta di completare i compiti assegnati nei tempi stabiliti e questo fa sì che la squadra di sbarco consegni il regalo sbagliato su Gelrak V. Gli abitanti del pianeta, offesi, attaccano la Cerritos, ma l'equipaggio non è in grado di rispondere, perché impegnato a sbrigare i propri compiti. Boimler fa notare al capitano che l'equipaggio non è in grado di completare i propri compiti nei tempi previsi e Freeman annulla il monitoraggio dei tempi di lavoro, così l'equipaggio è in grado di respingere gli aggressori. Freeman istituisce così un nuovo mandato chiamato "Effetto Boimler" che consiste nell'incoraggiare l'equipaggio a prendere scorciatoie, non seguire ciecamente le regole e ricavarsi "tempi di ricarica" ogni volta che lo si ritenga opportuno.
- Altri interpreti: Kevin Michael Richardson (Vindor), Sam Richardson (Vendome)

## Nave umida
- Titolo originale: Moist vessel
- Diretto da: Juno John Lee, Barry J. Kelly
- Scritto da: Mike McMahan, Ann Acacia Kim

### Trama
La Cerritos partecipa a una missione congiunta con la USS Merced per rimorchiare un'antica nave generazionale aliena disabilitata. La nave trasporta materiale di terraformazione, che converte la materia inerte in materia organica. Il capitano Freeman assegna a Beckett Mariner i compiti più antipatici nel tentativo di costringerla a chiedere il trasferimento su un'altra nave, ma Mariner trova il modo di rendere i suoi compiti piacevoli. Freeman quindi escogita di promuoverla a tenente, nel tentativo di renderle i compiti assegnati al suo nuovo grado noiosi e portarla a chiedere il trasferimento. Durante la missione qualcosa va storto e il materiale di terraformazione blocca la Merced e comincia ad aggredire anche la Cerritos. Mariner e Freeman lavorano assieme per sfuggire alla terraformazione e, usando i controlli ambientali, Mariner riporta la nave al suo stato precedente, oltre a salvare la Merced. Nel frattempo la goffaggine di Tendi impedisce l'ascensione spirituale del tenente O'Connor: durante il disastro della terraformazione, O'Connor si era quasi sacrificato per salvare la vita a Tendi, e ciò lo porta ad ascendere dolorosamente. Alla fine Mariner, per aver preso in giro la pronuncia insolita di un ammiraglio della parola "sensore", viene retrocessa al grado di guardiamarina.
- Guest star: Haley Joel Osment (O'Connor)

## La freccia errante di Cupido
- Titolo originale: Cupid's Errant Arrow
- Diretto da: Juno John Lee, Kim Arndt
- Scritto da: Mike McMahan, Ben Joseph

### Trama
Boimler accoglie la sua ragazza Barbara sulla Cerritos. Mariner crede che Barbara non sia realmente interessata a Boimler e si lascia ossessionare dall'idea che questa stia complottando qualcosa alle spalle del collega. La Cerritos fornisce supporto alla USS Vancouver nella demolizione controllata di una luna instabile, mentre il capitano Freeman si occupa della politica aliena prima che questa venga messa in atto. Rutherford e Tendi sono entusiasti nel visitare la Vancouver, astronave dotata di una tecnologia all'avanguardia, molto più avanzata rispetto a quella della Cerritos. Dopo un breve confronto, il capo operazioni della Vancouver Docent chiede che uno dei due venga trasferito sulla sua nave, contro la loro volontà, provocando una breve colluttazione. Docent in seguito ammette di non essere in grado di gestire le avventure che lo coinvolgono a bordo della Vancouver, sperando di effettuare lo scambio con uno dei due così da venire trasferito su una nave più noiosa. Nel frattempo Mariner scopre che Barbara è attratta da Boimler perché quest'ultimo è sotto l'influenza di un parassita alieno invisibile che gli si è attaccato nella nuca, parassita che lei rimuove. Barbara lascia Boimler, mentre scopre di avere molto in comune con Mariner e diventa sua amica. Freeman completa la demolizione della luna.
- Altri interpreti: Gillian Jacobs (Barbara Brinson), Matt Walsh (Ron Docent)

## Provocazioni terminali
- Titolo originale: Terminal Provocations
- Diretto da: Juno John Lee, Bob Suarez
- Scritto da: Mike McMahan, John Cochran

### Trama
La Cerritos si trova in una situazione di stallo con i Drookmani a causa del salvataggio di una vecchia nave della Flotta Stellare. Il guardiamarina Fletcher, un amico di Mariner e Boimler, si offre di ricalibrare i nuclei isolineari della nave per loro, in modo che i due possano lasciare il lavoro in anticipo così da poter partecipare a un concerto. Quando tornano lo trovano caduto vittima di un'aggressione e un nucleo isolineare del sistema degli scudi mancante. Nel frattempo, sul ponte ologrammi Rutherford mostra a Tendi il suo nuovo assistente olografico, un distintivo gigante della Flotta Stellare di nome Commy. I Drookmani attaccano la Cerritos, ora priva di scudi, causando la perdita dei protocolli di sicurezza sul ponte ologrammi. Commy viene assalito da istinti omicidi e attacca Rutherford e Tendi: i due lo sconfiggono cambiando l'ambiente in una tundra che congela l'ologramma. Intanto Boimler e Mariner scoprono che Fletcher ha organizzato la sua finta aggressione perché non è stato in grado di completare il lavoro assegnatogli. Interfacciando sé stesso e il nucleo isolineare al computer della nave, rende senziente l'oggetto che va su tutte le furie e viene espulso dalla nave da Mariner e Boimler: il nucleo si dirige quindi verso la nave Drookmani e la disabilita. Fletcher viene ricompensato per aver fermato i Drookmani con una promozione un trasferimento sulla USS Titan, dove viene licenziato una settimana dopo.
Altri interpreti: Tim Robinson (Fletcher), Jack McBrayer (Badgey)

## Molto rumore per Boimler
- Titolo originale: Much Ado About Boimler
- Diretto da: Barry J. Kelly, juno John Lee
- Scritto da: Mike McMahan, M. Willis

### Trama
Boimler si offre volontario per testare il nuovo aggiornamento del teletrasporto operato da Rutherford, che non funziona correttamente e lo lascia fuori "fase". Tendi ingegnerizza geneticamente un cane conferendogli una serie di abilità bizzarre. Entrambi vengono così trasferiti per cure mediche alla "Fattoria", a bordo della sinistra USS Osler. Altri pazienti a bordo ritengono che la "Fattoria" in realtà non esista. Il capitano Freeman nel frattempo viene assegnata a una missione segreta, mentre una vecchia amica di Mariner, il capitano Amina Ramsey, assume il comando temporaneo della Cerritos in sua assenza. Per evitare di venire promossa da Ramsey, Mariner dimostra un'insolita incompetenza, ma è costretta a riprendere il controllo quando l'equipaggio della Cerritos scopre che la USS Rubidoux sta venendo fatta a pezzi da un'entità che vive nello spazio. I pazienti dell'Osler tentano un ammutinamento, ma vengono traditi da Boimler che, ripresosi dal suo stato, tenta di mettere pace. Mentre i pazienti ammutinati stanno per farlo espellere da una camera stagna nello spazio, la Osler arriva alla "Fattoria": si tratta di un pianeta termale di lusso in cui i pazienti ricevono le migliori cure. Boimler cerca di restare, ma viene rimandato sulla Cerritos. Ramsey lascia il ponte rimanendo in buoni rapporti con Mariner.
- Altri interpreti: Toks Olagundoye (Amina Ramsey)

## Veritas
- Titolo originale: Veritas
- Diretto da: Juno John Lee, Kim Arndt
- Scritto da: Mike McMahan, Garrick Bernard

### Trama
I guardiamarina Mariner, Boimler, Tendi e Rutherford vengono portati davanti a una corte aliena da Clar, che chiede loro di testimoniare in merito alle azioni dell'equipaggio della plancia della Cerritos. Mariner racconta una storia di una situazione di stallo con la razza insettoide Clicket mal gestita e aggravata dal fatto che Mariner abbia frainteso gli ordini del capitano Freeman. Rutherford ricorda una missione ad alto rischio in cui ha rubato uno sparviero romulano da un museo vulcaniano, ma accusa delle lacune alla sua memoria a causa del suo impianto cibernetico che continua a riavviarsi. Tendi testimonia di essere stata erroneamente portata in missione segreta a bordo dello sparviero romulano sul pianeta Romulus per rubare un misterioso contenitore. Clar dubita di queste storie, sostenendo che gli ufficiali della Flotta Stellare dovrebbero sapere che cosa accade nelle loro astronavi, ma Boimler gli assicura che i membri della Flotta Stellare commettono errori tutto il tempo (inclusi gli scherzi di Q o l'imbarco su un'astronave sbagliata) e accusa Clar di tenere un processo iniquo. Clar chiarisce che non si tratta di un processo ma di una festa per celebrare il suo salvataggio su Romulus da parte della Cerritos e che stava cercando solamente di raccogliere un resoconto di quegli eventi: grazie alla mappa della zona neutrale romulana (data loro dai Clicket) e allo sparviero, erano riusciti a recuperare il contenitore dove era tenuto in stasi dai Romulani. I guardiamarina in seguito ignorano un altro incontro con Q.
- Guest star: John de Lancie (Q)
- Altri interpreti: Kurtwood Smith (Clar)

## Punto critico
- Titolo originale: Crisis Point
- Diretto da: Juno John Lee, Bob Suarez
- Scritto da: Mike McMahan, Ben Rodgers

### Trama
Per prepararsi a un colloquio con il capitano Freeman, Boimler crea un programma per il ponte ologrammi utilizzando i registri privati dell'equipaggio al fine di produrre un'accurata simulazione olografica della Cerritos. Il capitano Freeman manda Mariner in terapia, anche se la guardiamarina sostiene che sta bene. Più tardi Mariner modifica il programma di Boimler, creando un'esperienza simile a un film in cui interpreta la malvagia Vindicta, invade la simulazione della Cerritos con la sua ciurma e uccide l'equipaggio. Boimler fa parte dell'equipaggio anche nella simulazione e combatte i pirati; Rutherford, nella parte di un corsaro, riesce a dichiarare la propria ammirazione all'ingegnere capo Billups, mentre Tendi lascia la simulazione perché disturbata dal comportamento di Mariner. Alla fine della simulazione compare una versione olografica di sé stessa che manifesta i suoi veri sentimenti nei confronti della madre e della Flotta Stellare. Concludendo che questa "terapia" ha funzionato, lascia il ponte ologrammi. Boimler completa la simulazione, scoprendo per caso che il capitano Freeman è la madre di Mariner. Consapevole di ciò, Boimler va nel panico e fallisce il suo colloquio con Freeman.
- Nell'episodio sono presenti, in chiave ironica, numerosi riferimenti ai lungometraggi del franchise.[N 2]

## Nessuna piccola parte
- Titolo originale: No Small Parts
- Diretto da: Juno John Lee, Barry J. Kelly
- Scritto da: Mike McMahan, John Cochran

### Trama
Boimler rivela involontariamente all'equipaggio che Mariner è la figlia del capitano Freeman. La Cerritos accoglie nuovi membri dell'equipaggio, tra cui un'Exocomp femminile chiamata Burro di Arachidi. La Cerritos riceve una chiamata di soccorso dalla USS Solvang, che trovano nel sistema Kalla distrutta dai Pakled, diventati una minaccia ignorata dalla Flotta Stellare, che incominciano a fare a pezzi anche la Cerritos. Rutherford prevede di sconfiggere i Pakled utilizzando un virus informatico sviluppato da Commy, utilizzando l'Exocomp per consegnarlo ai nemici. Burro di Arachidi però si rifiuta di consegnare il virus, costringendo il tenente Shaxs e Rutherford a utilizzare una navetta per abbordare la nave pakled, dopo che Rutherford si è caricato Commy nell'impianto cibernetico. Una volta giuntivi, Commy carica il virus ma attiva anche l'autodistruzione della nave. Per evitare che il ragazzo muoia, Shaxs gli strappa gli impianti cibernetici (che stanno caricando il virus) e si sacrifica per aiutarlo a fuggire; a causa del trauma, Rutherford perde la memoria a lungo termine. Arrivano altre navi pakled e la Cerritos viene salvata dalla USS Titan, capitanata da William Riker. Subito dopo aver celebrato un funerale sine corpore per Shaxs, Freeman si riappacifica con Mariner e le propone di lavorare insieme per piegare i regolamenti della Flotta Stellare. Boimler accetta una promozione a tenente jr e viene trasferito sulla Titan.
- Guest star: Jonathan Frakes (William Riker), Marina Sirtis (Deanna Troi)
- Altri interpreti: Lauren Lapkus (Jen)